# Municipio de Bois d'Arc (Arkansas)
El municipio de Bois d'Arc (en inglés: Bois d'Arc Township) es un municipio ubicado en el condado de Hempstead en el estado estadounidense de Arkansas. En el año 2010 tenía una población de 690 habitantes y una densidad poblacional de 2,71 personas por km².

## Geografía
El municipio de Bois d'Arc se encuentra ubicado en las coordenadas 33°37′42″N 93°48′41″O / 33.62833, -93.81139. Según la Oficina del Censo de los Estados Unidos, el municipio tiene una superficie total de 254.2 km², de la cual 243,46 km² corresponden a tierra firme y (4,23 %) 10,74 km² es agua.

## Demografía
Según el censo de 2010, había 690 personas residiendo en el municipio de Bois d'Arc. La densidad de población era de 2,71 hab./km². De los 690 habitantes, el municipio de Bois d'Arc estaba compuesto por el 47,54 % blancos, el 47,54 % eran afroamericanos, el 0,72 % eran amerindios, el 0,29 % eran asiáticos, el 2,46 % eran de otras razas y el 1,45 % eran de una mezcla de razas. Del total de la población el 3,91 % eran hispanos o latinos de cualquier raza.